# 坦瓦爾德

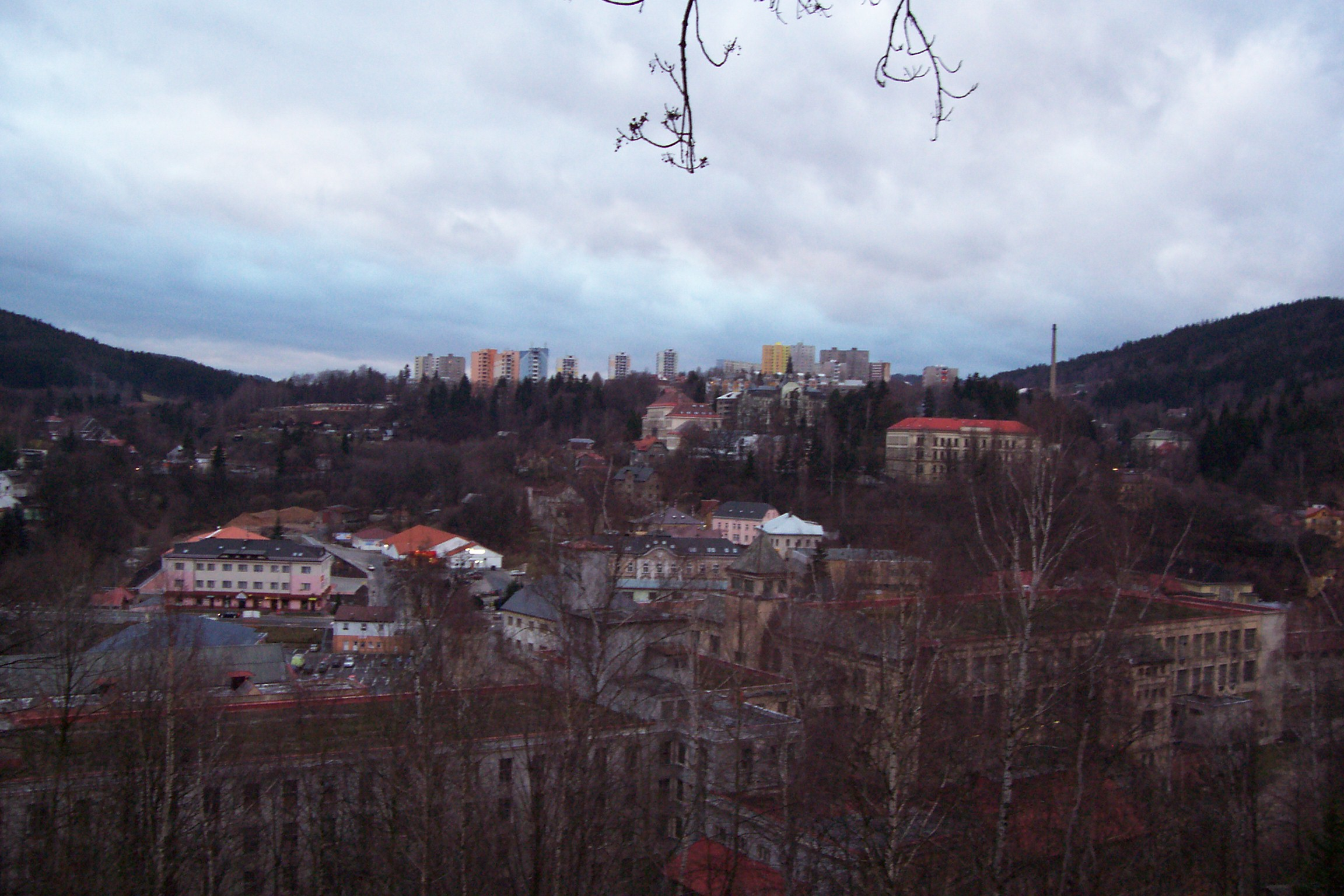

坦瓦爾德是捷克的城鎮，位於該國北部，距離亞布洛內茨12公里，由利貝雷茨州負責管轄，始建於十六世紀，面積12.44平方公里，海拔高度455米，2006年人口6,836。

## 外部連結
- Municipal website